# Caboclinho
Mit Caboclinho werden dramatische Tänze der Mestizen (Caboclos) in der brasilianischen Musik bezeichnet, die zur Gruppe der Pastorís gehören und zur Karnevalszeit im brasilianischen Nordosten aufgeführt werden.
Typische Instrumente sind die Flöte (Pife) und die Zabumba. Zu der Musik werden komplizierte Tänze aufgeführt.